# Етел Търнър
Етел Мери Търнър (на английски: Ethel Mary Turner) е австралийска писателка.
Родена е на 24 януари 1870 година в Донкастър, Англия, а през 1879 година майка ѝ, загубила двама съпрузи, се премества в Сидни. Започва да публикува през 1890 година, когато основава със сестра си Лилиан Търнър младежкото списание „Партенон“, води детска рубрика в „Илюстрейтид Сидни Нюз“. През 1894 година издава детския роман Seven Little Australians, смятан днес за класика на австралийската литература. През следващите години продължава да публикува детски романи, разкази и стихове.
Етел Търнър умира на 8 април 1958 година в Сидни.